# セキュリティ・プロジェクト
セキュリティ・プロジェクト（The Security Project）は、ピーター・ガブリエルによるアルバム『ピーター・ガブリエル IV』（通称：Security）のリリース30周年を記念して、2012年に公演を開始したトリビュート・バンドである。バンドはガブリエルの初期のプログレッシブな楽曲をレパートリーとし、基本的にガブリエルが発表した最初の4枚のアルバムからの楽曲を演奏している。バンドの注目すべきメンバーには、ドラマーのジェリー・マロッタ（最初の4枚のアルバムのうち2枚目から3枚のスタジオ・アルバムに参加し、10年にわたってガブリエルと演奏していた）、ウォー・ギタリストのトレイ・ガン（元キング・クリムゾン）、ギタリストのマイケル・コッツィ（元シュリークバック）がいる。
2016年10月、バンドにはリード・ボーカルとして女性シンガーソングライターのハッピー・ローズが加入し、レパートリーにケイト・ブッシュのナンバーを含めるようになった。

## ラインナップ

### 現在のラインナップ
- マイケル・コッツィ (Michael Cozzi) - ギター、バック・ボーカル
- デヴィッド・ジェムソン (David Jameson) - キーボード、アイゲンハープ
- ハッピー・ローズ (Happy Rhodes) - リード・ボーカル
- トレイ・ガン (Trey Gunn) - ウォー・ギター、バック・ボーカル
- ジェリー・マロッタ (Jerry Marotta) - ドラム、パーカッション、バック・ボーカル

### 旧メンバー
- ブライアン・カミンズ (Brian Cummins) - リード・ボーカル

## 来日公演
- 2017年

4月10日 ビルボードライブ東京、11日 ビルボードライブ大阪

## ディスコグラフィ

### アルバム
- 『LIVE 1&2:プレイズ・ピーター・ゲイブリエル』 - Live 1 (2016年) ※日本盤は下記『Live 2』との2枚組[6]
- Live 2 (2017年)
- Contact (2017年)